# マレーナ・エルンマン
マレーナ・エルンマン（Malena Ernman  ( 音声ファイル)、1970年11月4日-）は、スウェーデンのオペラ歌手。声域はメゾソプラノ。スウェーデン王立音楽アカデミー出身。オペラ以外のジャンルでも活動しており、2009年のメロディーフェスティバーレン優勝者。同年ユーロビジョン代表。環境活動家のグレタ・トゥーンベリは娘。

## ディスコグラフィ
ソロ名義も含む

### アルバム
- Cabaret Songs
- My Love
- Songs in Season
- Müllers Nachtgesänge.
- Svenska Romanser Vol 2
- 2009 – La Voix Du Nord
- 2010 – Santa Lucia – En klassisk jul
- 2011 - Opera di Fiori

### シングル
- 2009 – La Voix (2009)

## 家族
夫は俳優・プロデューサーのスヴァンテ・トゥーンベリで、環境活動家のグレタ・トゥーンベリは娘である。夫との間には娘がもう一人いる。